# Tia Mare
Tia Mare es una comuna ubicada en el distrito de Olt, Rumania.

## Superficie
Posee una superficie de 58,06 kilómetros cuadrados.

## Demografía
Hasta 2021 la población era de 3870 habitantes, con una densidad de población de 66,66 habitantes por kilómetro cuadrado.

## Personalidades
- Dumitru Găleșanu (n. 1955), jurista, escritor y poeta posmoderno, ensayista e ilustrador de libros.